# Drosophila racemova
Drosophila racemova är en tvåvingeart som beskrevs av Patterson och Mainland 1944. Drosophila racemova ingår i släktet Drosophila och familjen daggflugor. Inga underarter finns listade i Catalogue of Life.
Artens utbredningsområde är delstaterna Hidalgo (Mexiko) och Arizona (USA).